# Dinny McGinley

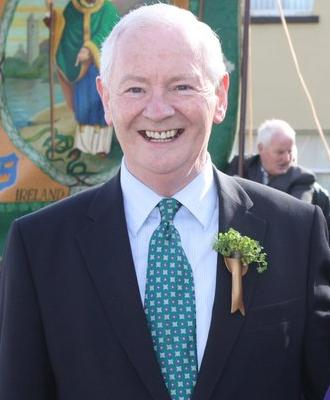
Dinny McGinley (2011)

Dinny McGinley (eigtl. Dennis McGinley, irisch Donnchadh Mac Fhionnlaoich, * 27. April 1945 in Gweedore, County Donegal) ist ein irischer Politiker der Fine Gael. Er war Teachta Dála im Dáil Éireann, dem Unterhaus des Oireachtas.
Dinny McGinley war zunächst als Lehrer und auch als Schulleiter in tätig. Bei der Nachwahl zum Dáil Éireann 1980 und den regulären Wahlen zum Dáil Éireann 1981 blieb er erfolglos. 1982 gelang es ihm dann für den Wahlkreis Donegal South-West einen Sitz zu erhalten, den er bis 2016 verteidigen konnte. Bei den Wahlen zum Dáil Éireann 2011 gewann er einen Sitz im Wahlkreis Waterford. Er zog als Teachta Dála in das Unterhaus ein. Am 10. März 2011 wurde er zum Staatsminister für die Gaeltacht im Kulturministerium der Regierung Kenny I ernannt. Als Taoiseach Enda Kenny am 15. Juli 2014 die Regierung umbildete, verlor er diesen Posten. Bei den Wahlen zum Dáil Éireann 2016 trat er nicht mehr an.